# آنتونوف ای-۱۵
آنتونوف ای-۱۵ (به انگلیسی: Antonov A-15) یک هواپیمای ساختِ کارخانهٔ آنتونوف در کشور اتحاد جماهیر شوروی سوسیالیستی است. این هواپیما در ۲۶ مارس ۱۹۶۰ میلادی نخستین پرواز خود را انجام داد.